# Parafia Podwyższenia Krzyża Pańskiego w Kuźnicy
Parafia Podwyższenia Krzyża Pańskiego – parafia prawosławna w Kuźnicy, w dekanacie Sokółka diecezji białostocko-gdańskiej.
Na terenie parafii funkcjonuje 1 cerkiew:
- cerkiew Podwyższenia Krzyża Pańskiego w Kuźnicy – parafialna

## Historia

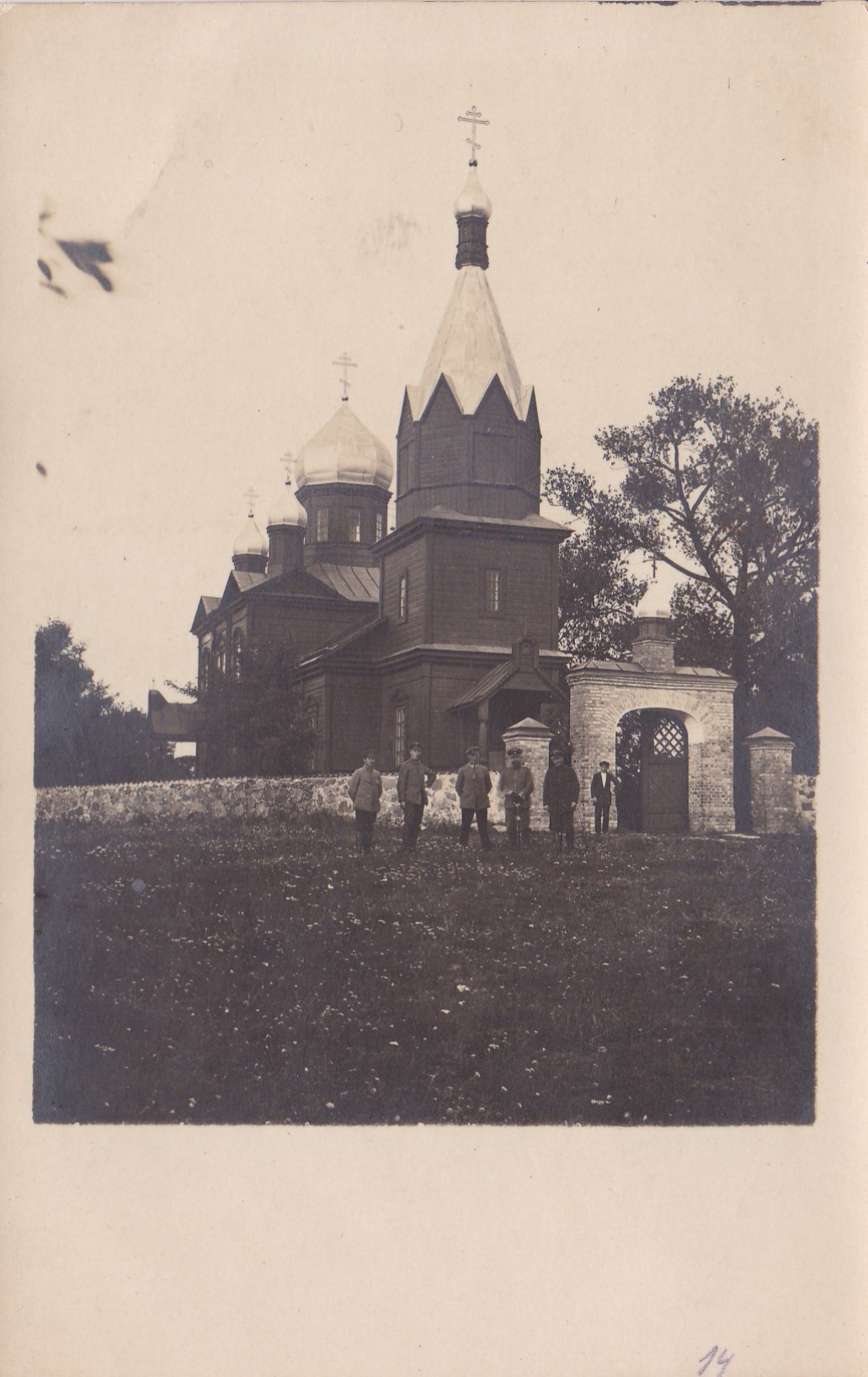
Nieistniejąca obecnie drewniana cerkiew w Kuźnicy w latach I wojny światowej

Pierwsze pisemne wzmianki o cerkwi prawosławnej w Kuźnicy pochodzą z 1556. Była to cerkiew dworska pod wezwaniem Świętej Trójcy, ufundowana przez rodzinę Bohufałów, pełniąca rolę świątyni parafialnej. Cerkiew i plebania należały do rodziny Mieleszków.
Kolejną (drewnianą) cerkiew zbudowano na początku XIX wieku na stromym wzgórzu nad Łosośną, natomiast na lewym brzegu rzeki założono parafialny cmentarz.
Świątynia posiadała bardzo bogate wyposażenie wnętrza, była dotowana przez władze carskie i pełniła m.in. funkcję cerkwi polowej (w Kuźnicy stacjonował garnizon wojskowy), natomiast sama parafia w końcu XIX w. miała znaczny zasięg terytorialny (obejmowała tereny od Sokółki do Grodna). W latach 1893–1894 cerkiew ogrodzono kamiennym murem, który istnieje do dziś. Przy cerkwi, oprócz plebanii znajdowało się kilka budynków gospodarczych (parafia dysponowała znacznymi dobrami ziemskimi).
W czasie I wojny światowej prawie cała ludność prawosławna udała się na bieżeństwo. Wyposażenie cerkwi zakopano w podpiwniczeniu; jednak bezpowrotnie zaginęło. Sama świątynia, podobnie jak plebania i budynki gospodarcze, uległa znacznym uszkodzeniom. Parafię reaktywowano dopiero w 1928. Od tego czasu trwała stopniowa odbudowa zniszczonych obiektów. W 1944 w wyniku działań wojennych cerkiew całkowicie spłonęła. Wkrótce na pogorzelisku wzniesiono prowizoryczną drewnianą świątynię, która w 1945 również spłonęła. Przez krótki okres nabożeństwa odprawiano w pobliskim, nieistniejącym dziś folwarku Kuściń. W tym czasie teren parafii uległ zmniejszeniu wskutek ustanowienia nowej granicy państwowej. W 1946 rozpoczęto budowę obecnej murowanej cerkwi pod wezwaniem Podwyższenia Krzyża Pańskiego, którą ukończono kilka lat później. Większość wyposażenia cerkiewnego pochodzi z zachodniej Polski. W 1959 z Wojnowa sprowadzono żeliwny dzwon. W 1973 wymieniono ikonostas (dotychczasowy przeniesiono do kaplicy w Siderce). W 1980 wzniesiono krzyż mający upamiętniać spaloną cerkiew. W tym samym roku rozpoczęto budowę nowej plebanii, którą ukończono w 1982.
21 września 1992 przez kuźnicką parafię przewożone były relikwie św. Męczennika Gabriela Zabłudowskiego (sprowadzone z Grodna do Białegostoku).
W 2008 odnowiono plebanię, a w latach 2009–2010 dokonano remontu XIX-wiecznej bramy wjazdowej. W latach 2010–2015 wyremontowano wnętrze cerkwi (wymieniono podłogę i schody na chór, umieszczono nowy ikonostas, wykonano polichromię ścienną). Jesienią 2010 do plebanii doprowadzono wodociąg, a wiosną 2011 na posesji ułożono kostkę brukową. W latach 2018–2020 wymieniono pokrycie dachu cerkwi i zrekonstruowano kopuły. W 2021 r. odnowiono elewacje cerkwi.
Po II wojnie światowej nastąpił spadek liczby parafian, spowodowany migracją do ośrodków miejskich.

## Liczba wiernych i zasięg terytorialny
W 2017 parafia liczyła 259 osób zamieszkujących miejscowości: Kuźnica, Kuścińce, Milenkowce, Wyzgi, Długosielce, Starowlany, Łosośna Wielka, Jurasze, Śniczany.

## Wykaz proboszczów
- – ks. Fiedosiuk
- – ks. Andrzej Noskowicz
- – ks. Jan Noskowicz
- 1915–1928 – przerwa w działalności parafii
- 1928–1932 – ks. Antoni Marcinkiewicz
- 1932–1933 – ks. Dymitr Doroszkiewicz
- 1933–1946 – ks. Siergiej Pietraszkiewicz
- 1946–1950 – ks. Piotr Rodkiewicz
- 1950–1953 – ks. Włodzimierz Garustowicz
- 1953–1954 – ks. Ignacy Romaniuk
- 1954–1958 – ks. Mikołaj Pasternacki
- 1958–1967 – ks. Leonid Byczuk
- 1967–1973 – ks. Anatol Kiryk
- 1973–1979 – ks. Eugeniusz Kosakowski
- 1979–1983 – ks. Józef Sitkiewicz
- 1983–1985 – ks. Wiktor Łomaszkiewicz
- 1985–2008 – ks. Anatol Konach
- od 2008 – ks. Jarosław Grygiewicz